# Landgraviat de Hesse-Marbourg
1567–1604
Entités précédentes :
- Landgraviat de Hesse

Entités suivantes :
- Landgraviat de Hesse-Cassel
- Landgraviat de Hesse-Darmstadt

Le landgraviat de Hesse-Marbourg est un État du Saint-Empire romain germanique qui existe de 1567 à 1604. Il comprend les villes de Marbourg, Giessen, Nidda et Eppstein. À la mort de Louis IV, la Hesse-Marbourg est divisé entre les landgraviats de Hesse-Cassel et de Hesse-Darmstadt. Ce territoire fait ensuite à deux reprises l'objet de conflits entre les deux landgraviats.